# 한국쌀전업농중앙연합회
한국쌀전업농중앙연합회는 전국 쌀전업농가의 자주적 협동체로서 대한민국 쌀 농업의 보호 및 발전, 나아가 국가 식량주권 확보 및 식량안보 강화를 위한 쌀전업농의 육성과 생산기술의 과학화와 표준화·고품질화, 경영의 합리와, 유통의 선진화, 향토문화의 계승발전을 도모하여 선진농어촌 건설 및 농촌 환경보존 등 공익에 기여함을 목적으로 1999년 2월 26일 설립 허가된 대한민국 농림수산식품부 소관의 사단법인이다. 사무실은 서울특별시 서초구 방배2동 450-10, 성도빌딩 302호에 있다.

## 주요 사업
- 고품질 쌀 생산 및 쌀 산업 유지·보호·보전을 위한 사업
- 농업인의 여론조사와 건전한 정책건의, 교육 및 연구발표 사업
- 농산물 유통에 관한 연구와 유통 관련 사업
- 향토문화의 계승발전을 위한 사업 등